# Santuario della Madonna dell'Angelo
Il santuario della Madonna dell'Angelo è una chiesa di Caorle dedicata alla Madonna e a San Michele arcangelo, che sorge in riva al Mare Adriatico, fondata intorno al IX secolo e ricostruita nella sua forma attuale nel 1751.

## Storia
La prima costruzione della chiesa dell'Angelo è da attribuire alle prime trasmigrazioni dei concordiesi verso i territori costieri, in seguito alle invasioni barbariche dei territori dell'entroterra. Questo fa del santuario il primo edificio sacro costruito nella cittadina di fondazione romana, secondo quanto affermato dal Musolino. La prima costruzione, antecedente all'attuale duomo e quindi risalente a circa il IX-X secolo era a pianta basilicale, a tre navate, di cui una costantemente minacciata dalla forza del mare e per questo oggetto di numerosi interventi di restauro. Dal XVII secolo in poi si registra che la chiesa constasse di sole due navate, separate da quattro pilastri e cinque archi. Questo primo edificio sacro era dedicato all'Arcangelo San Michele, riconosciuto come protettore della città, come si può leggere nelle lapidi affisse al santuario odierno e in numerosi documenti provenienti dalle visite pastorali dei vescovi.

### La basilica antica

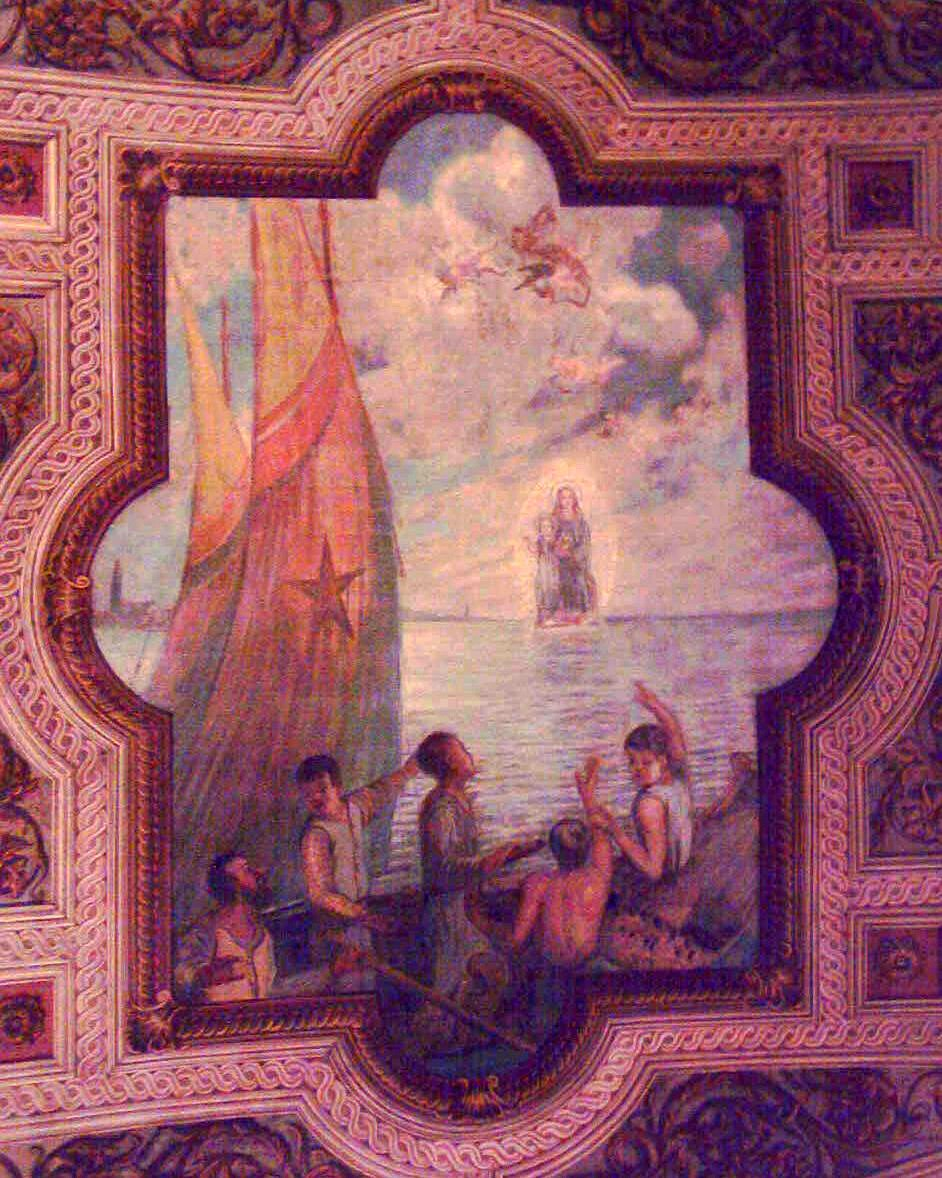
Scena del ritrovamento del simulacro - Volta che ricopre il soffitto del santuario

La tradizione popolare, raccontata dal Musolino, vuole che anticamente alcuni pescatori abbiano rinvenuto il simulacro della Santa Vergine prodigiosamente galleggiante sul mare sopra un blocco di marmo. Tratta a riva la statua con le loro reti da pesca, i cittadini si radunarono nel vicino porto dell'Angelo, uno degli antichi approdi che circondavano l'isola caprulana.  Tuttavia, malgrado gli sforzi dei pescatori e del popolo accorso, nessuno riuscì nell'impresa di trasportare il simulacro all'interno del tempio. Fu il vescovo ad affidare il compito a dei fanciulli, i quali riuscirono a sollevare la statua e a trasportarla nella vicina chiesa dell'Angelo. Per questo motivo la Vergine è in questo luogo venerata con il titolo di Madonna dell'Angelo. In un documento datato 1766 del canonico del capitolo della cattedrale Bartolomeo Bei, pubblicato da Gusso e Gandolfo, si dice che non esistono fonti storiche certe del periodo in cui la devozione mariana si stabilì in questa chiesa prima del 1476. Secondo il Musolino, il primo simulacro doveva risalire circa all'VIII secolo, quando la persecuzione iconoclasta dell'imperatore Leone III Isaurico aveva spinto molte comunità a nascondere e riparare le immagini sacre, specialmente raffiguranti la Santa Vergine.

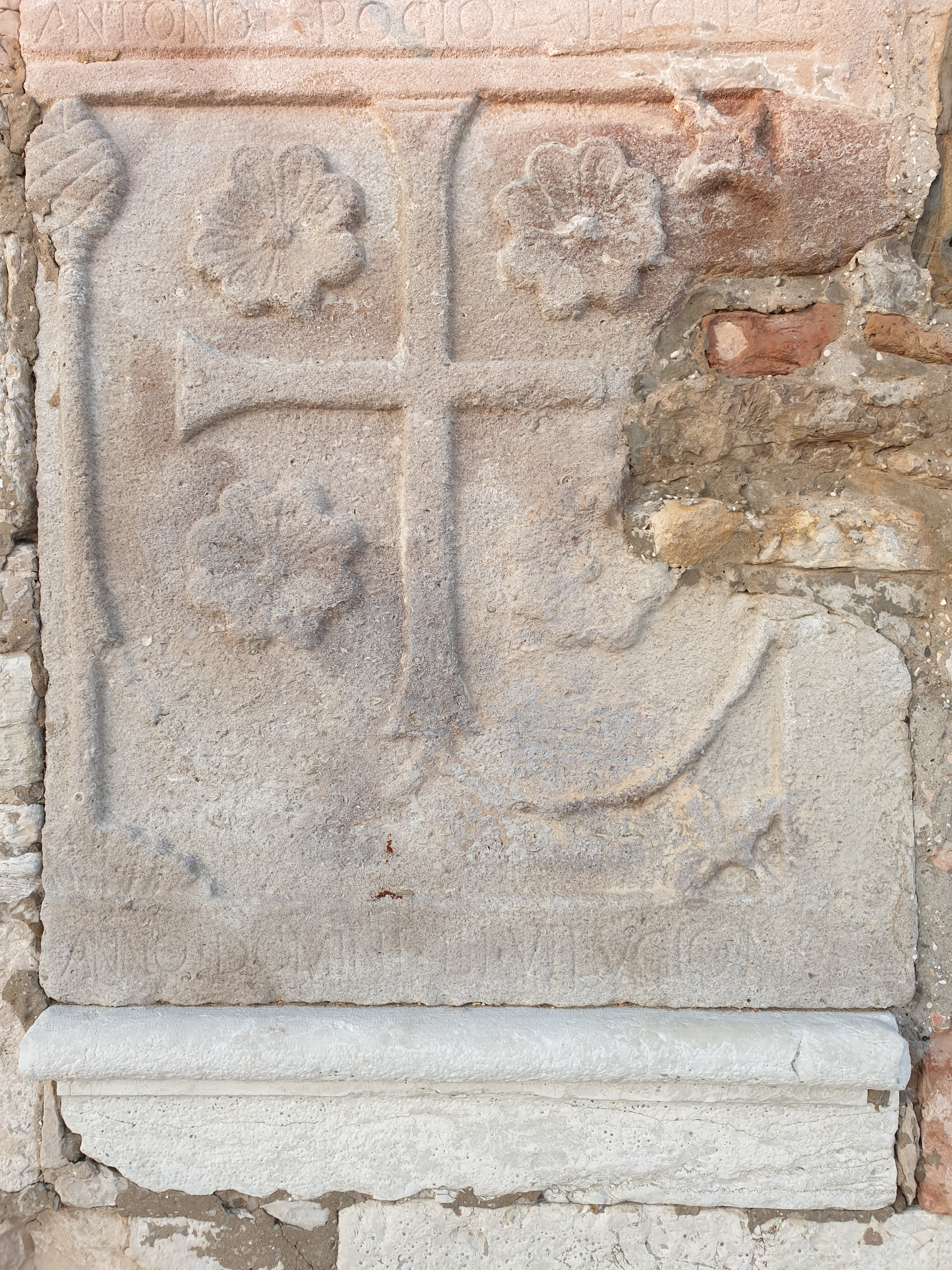
Lapide incastonata sul basamento del campanile del Santuario della Madonna dell'Angelo

Nell'antico tempio la statua della Vergine era posta in una nicchia posta sopra l'altar maggiore, e protetta da una lastra di cristallo. Essa si presentava seduta su un trono di legno dorato, con due angeli pure in legno che ne sorreggevano il velo ai lati. Dietro all'altare era posta una piccola sacrestia, alla quale si accedeva da due porte, sopra ognuna delle quali era posto un dipinto di angeli. Nella navata centrale era posta una croce in marmo, che ricordava la consacrazione della chiesa, avvenuta ad opera del vescovo Daniele De Rubeis nel 1523. Con questo, il Musolino si riferisce probabilmente alla croce, tutt'oggi conservata,  affissa al basamento del campanile, contornata da un'iscrizione che recita:
(Edificato da Antonio Rogio il 6 luglio dell'Anno del Signore 1500)
Dato lo stato precario di conservazione dell'opera, per anni esposta alle intemperie, l'iscrizione come oggi si presenta potrebbe essere incompleta,
specialmente se si tiene in considerazione che le fonti storiche attestano l'intervento di restauro dell'antica basilica come avvenuto nel 1523, mentre la data leggibile ad oggi è antecedente (1500).
Nell'unica navata laterale di cui si ha notizia a partire dal 1600 era posto un altare in legno dedicato a San Francesco d'Assisi, sul quale era posta una statua del santo. Inoltre erano appesi alla parete i dipinti di Santa Marta e San Valentino. La chiesa era priva di porte di ingresso ed era chiusa esternamente da un cancello, che permetteva a tutti i fedeli di vedere la statua della Vergine sia di giorno che di notte. La facciata era costruita da un porticato in legno dove erano posti alcuni sepolcri marmorei.
Verso la fine del 1500 fu posta sopra l'altare maggiore una statua dell'Arcangelo San Michele, patrono della chiesa e della città, opera dello scultore Andrea dell'Aquila. Questa si trova ancora affissa al coro dell'odierno santuario, accompagnata dalla lapide che recita:
PRINCIPI GLORIOSISS

DE CAPRVLEN. OMNIB.

OPT. MERITO

CIVITAS CAPRVLANA

A. N. M. D. XCV

EPO F. ANGELO CASARINO

ET PRÆTORE ALOYSIO RIVA

VIRO SANE CL.MO ATQ

INNOCENTISS.»
(La città di Caorle al beato Michele Arcangelo, gloriosissimo Principe, per l'ottimo merito di tutti i caprulensi. Anno della Natività 1595,
vescovo F. Angelo Casarino e podestà Luigi Riva, uomo veramente chiarissimo e innocentissimo)

### La ricostruzione nel XVIII secolo

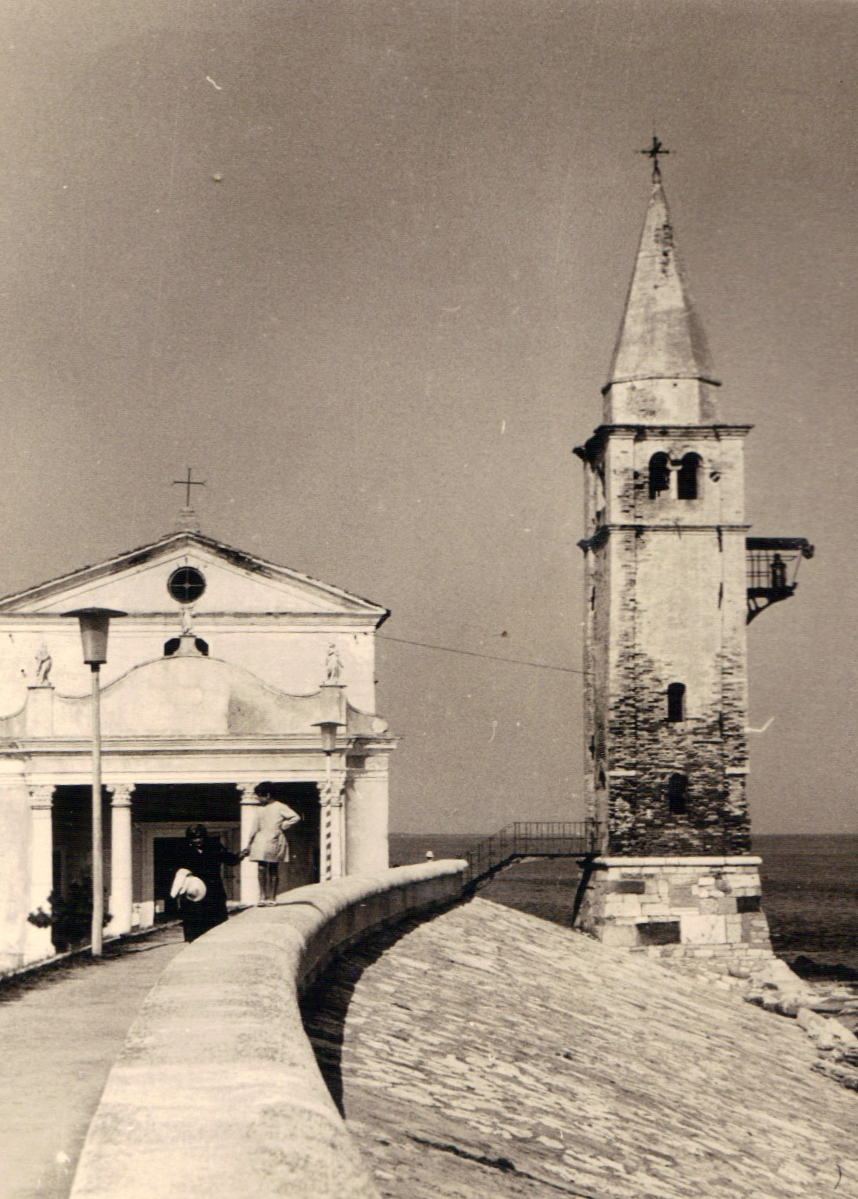
Il Santuario della Madonna dell'Angelo in una foto del 1958

Il 29 agosto 1642 il senato della Repubblica di Venezia requisiva gran parte del territorio della laguna di Caorle, un tempo concesso in uso esclusivo ai caorlotti e lo divideva in venti «prese» di terreno da vendere a nobili veneziani, in modo da pagare gli ingenti costi dei lavori programmati per deviare il corso del fiume Piave verso il porto di Santa Margherita. Oltre a privare i cittadini di Caorle del loro principale sostentamento, vale a dire la pesca e la caccia nei territori della laguna, tale provvedimento causò l'isolamento totale dell'abitato, che rimaneva esposto alle intemperie del mare. Sebbene i due consigli cittadini, il minore ed il maggiore arengo, avessero più volte tentato di intercedere presso il senato affinché il provvedimento fosse mitigato, nessuno dei tentativi riuscì a smuovere il governo veneziano, tanto che sono documentati gli atti vandalici degli stessi caorlotti nei confronti delle famiglie nobili che acquistavano le prese messe in vendita.
La situazione degenerò all'inizio verso la fine degli anni 20 del 1700; il 31 dicembre 1727 una violenta mareggiata, sospinta da forte vento di scirocco, ruppe i deboli argini ormai lasciati in totale abbandono, e l'acqua invase tutto l'abitato. Tuttavia, come attestano numerose testimonianze scritte dell'epoca (riportate da Gusso e Gandolfo), la diroccata chiesa dell'Angelo, che custodiva la statua della Vergine, rimase completamente all'asciutto, sebbene l'entrata non fosse nemmeno chiusa da una porta. L'evento miracoloso è riportato ancora oggi in due lapidi apposte ai lati del portone d'ingresso del Santuario, le quali recitano:
MARINA DEL 31-XII-1727

L'ACQUA ERA SALITA

FINO A QUESTA CROCETTA

SENZA CHE UNA SOLA GOCCIA

PENETRASSE NEL SANTUARIO»
L'evento terribile, sebbene miracoloso, spinse ancora una volta i consigli cittadini a perorare la propria causa presso il senato veneziano, sostenuti dal vescovo dell'epoca, Francesco Trevisan Suarez, che riunì tutti i caorlotti ai piedi della Madonna dell'Angelo affinché facessero voto solenne che, se questa ennesima richiesta fosse stata accolta, la chiesa sarebbe stata ricostruita. Contrariamente ai precedenti tentativi, il senato accolse le richieste dei caorlotti: oltre a concedere nuovamente l'utilizzo della XVI presa (a cui sostanzialmente corrisponde il territorio dell'attuale laguna di Caorle), si impegnò per rafforzare gli argini cittadini.
Per sciogliere il voto il vescovo Suarez dispose l'abbattimento dell'antico tempio e la costruzione di un nuovo edificio sacro, ad una sola navata in luogo delle tre (ridotte a due) precedenti, la cui struttura coincide con quella visibile ad oggi. Il nuovo santuario fu consacrato l'8 agosto 1751 e fu dedicato all'arcangelo San Michele e alla Beata Vergine dell'Angelo, come recita l'iscrizione ancora oggi apposta sopra il portone d'ingresso:
BEATISSIMÆ VIRGINI MARIÆ

AC DIVO MICHAELI ARCANGELO HVIVS CIVITATIS PAT.NO

TEMPLVM HOC VETVSTATE DIRRVTVM

FRA.SCI EPI.SPI PRÆSIDIO ET FIDELIVM ELEMOSINIS

DENVO A FVNDAMENTIS ERECTVM

ANNO MDCCLII»
(A Dio Ottimo Massimo, alla beatissima Vergine Maria, e a San Michele Arcangelo patrono di questa città, questo tempio distrutto dalla vetustà, con il presidio del vescovo Francesco e le elemosine dei fedeli eretto nuovamente dalle fondamenta nell'anno 1752)
La statua della Vergine fu posta nella stessa nicchia precedentemente usata nella chiesa antica, con sopra la statua dell'angelo sempre proveniente dal vecchio edificio; il coro venne separato dal resto della navata da una balaustra in marmo. Sulla parete destra venne posto l'altare di San Francesco proveniente dall'antica basilica, mentre sulla parete sinistra venne eretto un altare dedicato a San Giuseppe, sormontato da una pala nella quale era raffigurata la scena della morte del santo.
Dopo aver dedicato tutta la sua vita alla sua diocesi e ai suoi fedeli, il vescovo Suarez, unico tra i vescovi di Caorle ad aver trascorso l'intero suo ministero dimorando nella città, morì, trovandosi accidentalmente a Venezia, nel 1769, ma volle farsi seppellire nel Santuario che aveva rinnovato e a cui aveva donato diverse opere (come una pala raffigurante la Sacra Famiglia, oggi perduta). Ai piedi del coro, fuori della balaustra, è posto interrato il sepolcro del vescovo Suarez, dove si legge la seguente iscrizione:
FRANCISCI

DE MARCHION. TREVISAN SUAREZ

EPISC. CAPRUL.

EXUVIAE

OB VIII KAL FEBR. MDCCLXIX»
(Cristo Alfa ed Omega. Spoglie di Francesco dei marchesi Trevisan Suarez, vescovo di Caorle, morto 8 giorni alle calende di febbraio 1769)

### Il santuario attuale

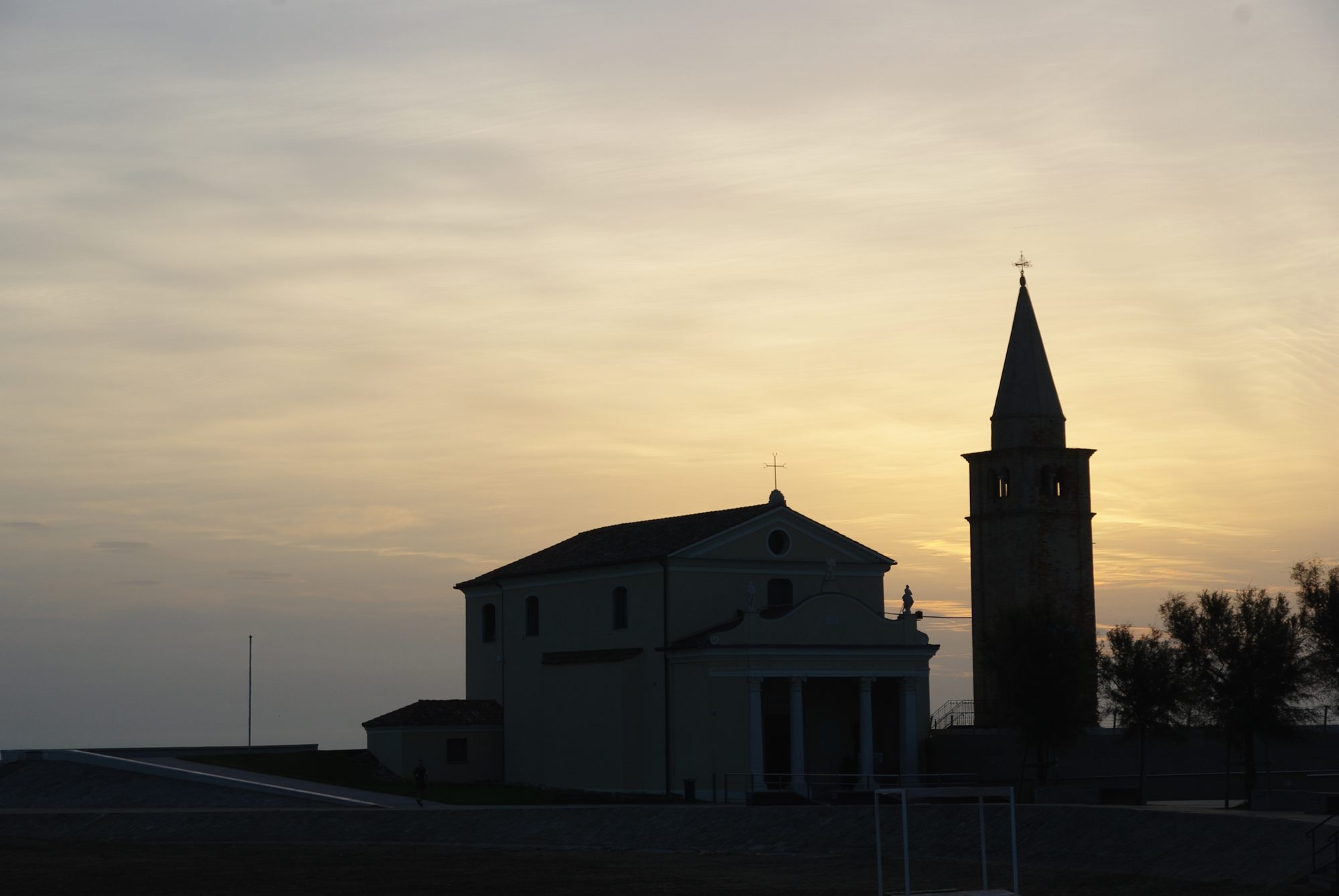
Il Santuario e il suo campanile

L'intervento di ricostruzione operato dal vescovo Suarez non pose tuttavia fine ai danneggiamenti dell'edificio specialmente ad opera del vicino mare Adriatico. Di almeno un ulteriore intervento il santuario fu protagonista nel XIX secolo, sotto l'egida del patriarca Giuseppe Luigi Trevisanato e testimonianza di ciò è la lapide che si trova oggi affissa sul fronte della facciata a vela del Santaurio, e che recita:
INCOLAR PIORUMQ FIDEL STIPE

RESARTUM

SACRIS DENUO DICATUR

VIII ID SEPTEMB

MDCCCLXVII»
(Riparato con l'elemosina degli abitanti e dei pii fedeli, dedicato di nuovo ai sacri otto giorni alle idi di settembre 1867)
Tuttavia l'ultimo e imponente intervento di restauro, che ha reso all'edificio la forma odierna fu eseguito nel 1948, in seguito a un voto solenne emesso il 2 gennaio 1944 dal parroco monsignor Felice Marchesan e dalla comunità tutta. Verso la fine della Seconda Guerra mondiale, infatti, dopo l'armistizio dell'8 settembre, il comando tedesco di stanza a Venezia aveva stabilito che la costa adriatica nei pressi di Caorle venisse allagata, per motivi strategici, per una profondità nell'entroterra di 15 chilometri. Nonostante le suppliche del parroco, che insieme al sacerdote veneziano Alessandro Maria Gottardi si era recato personalmente a Venezia per scongiurare il pericolo, il comando, irremovibile, rispose che il trasferimento degli abitanti di Caorle nei pressi della città di Vicenza era già stato organizzato. Memori dunque dell'antico voto che aveva salvato la città nel XVIII secolo, i cittadini si riunirono ai piedi del simulacro il 2 gennaio 1944, invocando l'aiuto dalla Santa Vergine e assicurando che, qualora ascoltati, essi si sarebbero impegnati a restaurare l'edificio. L'eco di quel solenne pronunciamento rivive oggi nella lapide affissa a sinistra del portone d'ingresso:
RINNOVANDO LE AVITE TRADIZIONI

DI FEDE E DI FILIALE PIETÀ MARIANA

VERSO L'AUGUSTA REGINA DELL'ANGELO

CHE IN OGNI TEMPO

FU LARGA DI FAVORI E DI GRAZIE

A QUANTI ACCORSERO PIAMENTE AD INVOCARLA

CAORLE

CON LE FRAZIONI LIMITROFE

SI RICONSACRA ANCORA A LEI SUA CELESTE PATRONA

CON SOLENNE VOTO

IMPEGNANDOSI A RESTAURARE IL FATISCENTE SANTUARIO

CON ARTISTICO RIVESTIMENTO MARMOREO

AD IMPLORARNE VALIDA PROTEZIONE E MATERNO SOCCORSO

PERCHÈ QUESTO SUO ESTREMO LEMBO DI TERRA PREDILETTA

RIMANGA IMMUNE DAGLI ORRORI DELLA GUERRA

E SCONGIURATA OGNORA LA SVENTURA DI SFOLLAMENTO

A PIEDI IN TERRA VICENTINA

LE FAMIGLIE VIVANO FIDUCIOSE NELLA TRANQUILLITÀ

DELLE PROPRIE CARE ABITAZIONI

IN ARDENTE ATTESA DELLA SOLLECITA BRAMATA PACE

CHE RIDONERÀ FINALMENTE AL FOCOLARE DOMESTICO

INCOLUMI E GIOIOSI I TANTI FIGLI LONTANI»
Pochi giorni dopo l'arciprete recava da Venezia la lieta notizia della revoca dell'ordine precedentemente stabilito. Per sciogliere il voto il santuario fu ristrutturato tre anni più tardi, nel 1948. A memoria di quell'evento, ancora si può leggere la lapide affissa a destra del portone d'ingresso:
DAL QUALE

L'AUGUSTA REGINA DELL'ANGELO

HA PROFUSO IN TANTI SECOLI

TESORI DI GRAZIE E DI FAVORI

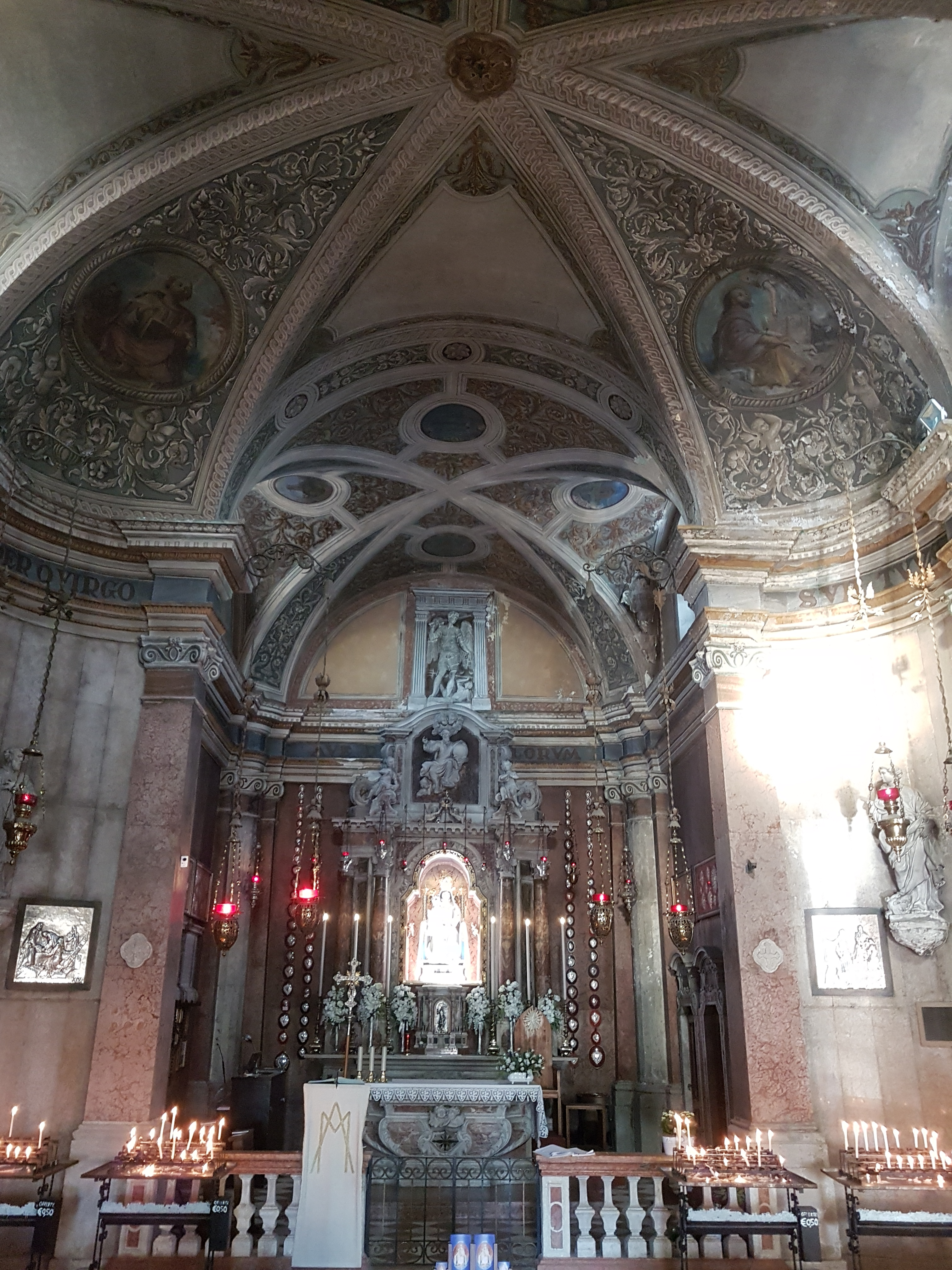
Il coro del santuario

SU QUANTI ACCORSERO PIAMENTE AD INVOCARLA

LOGORATO DAL TEMPO E DAI FLUTTI DEL MARE

PER VOTO UNANIME DI POPOLO

RICONOSCENTE

PER LA MATERNA PROTEZIONE E INCOLUMITÀ ACCORDATE

DURANTE LE TRAGICHE ORE DI GUERRA DEL 1940-1945

VENNE INTEGRALMENTE RESTAURATO E ABBELLITO

CON RIVESTIMENTO MARMOREO E NOBILE ORNATO

L'ANNO 1948

SECONDO LA SOLENNE PROMESSA

FATTA DA OLTRE DIECIMILA FEDELI PRESENTI

IMPLORANTI SALVEZZA

NELLA MEMORANDA GIORNATA DEL 2 GENNAIO 1944

ESSENDO

SOMMO PONTEFICE PIO XII

PATRIARCA ADEODATO CARD. PIAZZA»

## Architettura e opere d'arte

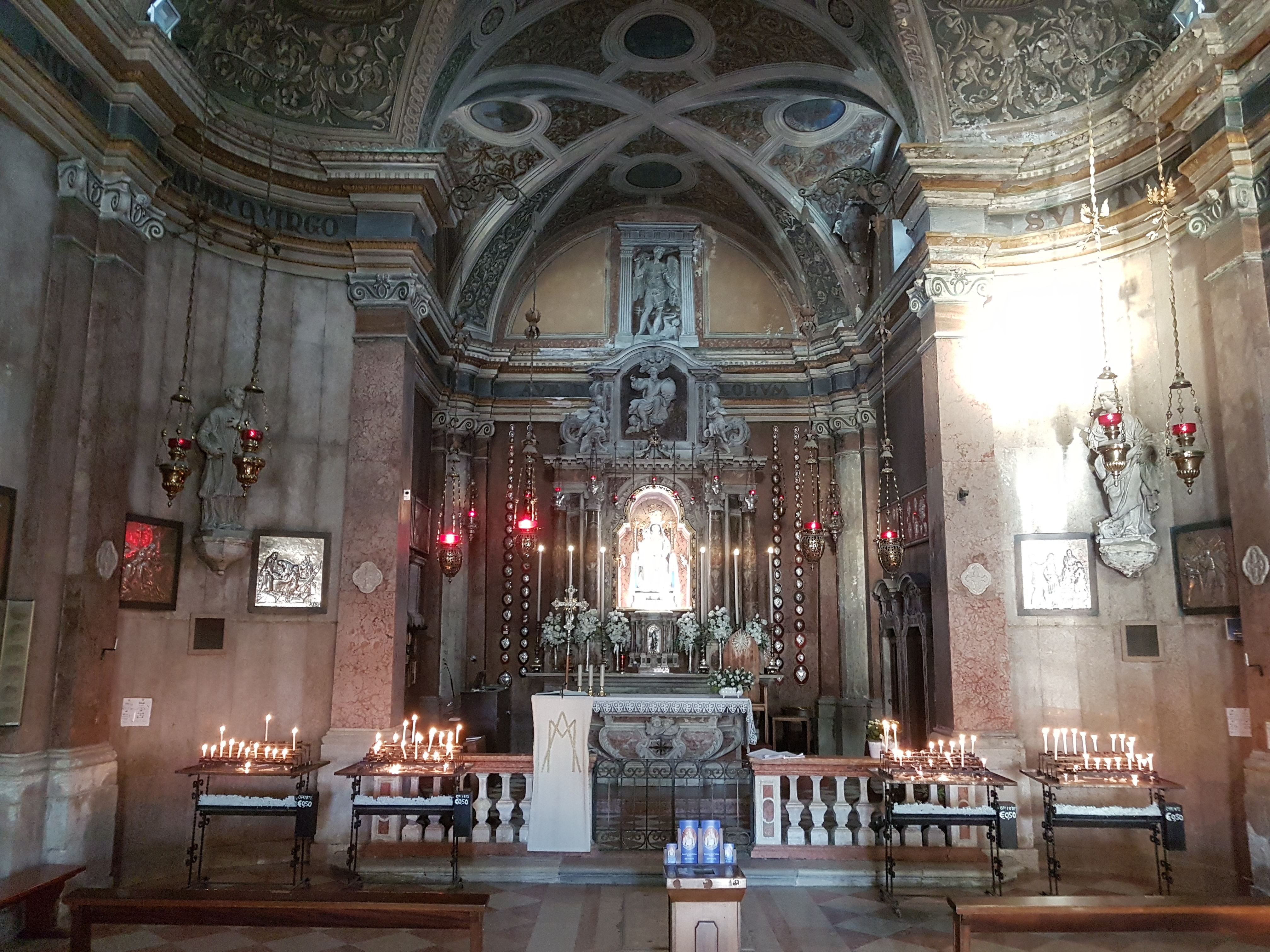
Vista frontale dell'altare maggiore, con al centro il simulacro della Beata Vergine dell'Angelo

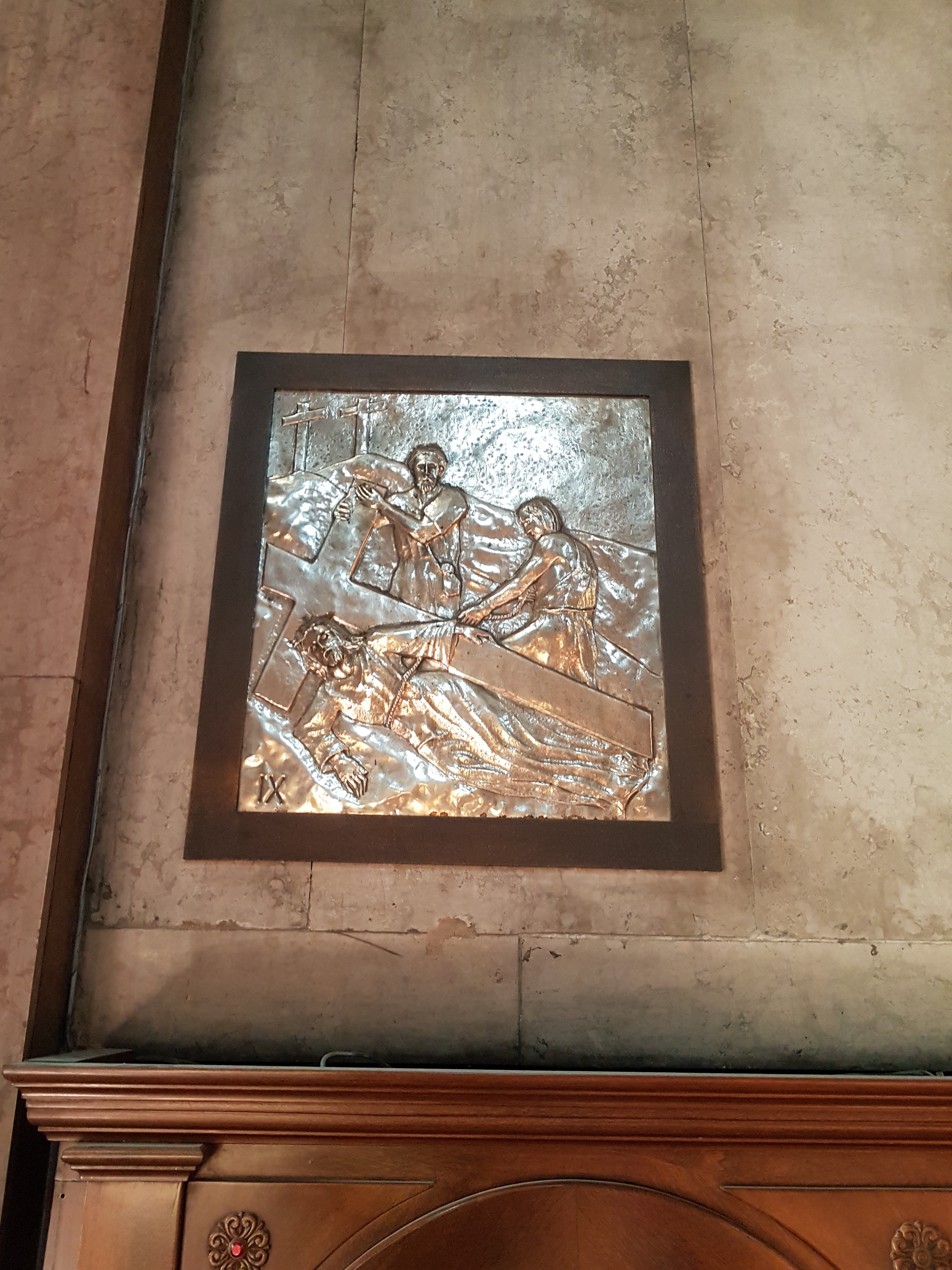
Stazioni della Via Crucis del Santuario, particolare

L'edificio attuale si presenta essenzialmente nella forma datagli dalla ricostruzione operata nel 1751, ad una sola navata, orientata lungo la congiungente ovest-est (l'entrata sul lato ovest). Esternamente l'entrata è preceduta da un piccolo atrio con profilo a vela, sopra il quale sono poste tre statue, di cui la figura centrale ritrae l'arcangelo San Michele. Sotto l'atrio si trova il portone d'ingresso, con sopra la lapide della riconsacrazone del 1751, apposta dal vescovo Francesco Trevisan Suarez, e ai lati le due lapidi che ricordano il voto del 2 gennaio 1944 ed i successivi lavori di restauro del 1948. A destra, una quarta lapide ricorda che la porta del Santuario fu elevata a porta santa dal patriarca Francesco Moraglia durante il Giubileo straordinario della misericordia del 2016. Alla parete esposta a nord dell'atrio si trova affissa una lapide che ricorda le celebrazioni del centenario lourdiano del 1958, celebrate dal patriarca Angelo Giuseppe Roncalli, mentre sotto una seconda lapide ricorda il parroco monsignor Felice Marchesan, che promosse i lavori di ricostruzione del 1948. Alla parete opposta è affissa una lapide che ricorda i pescatori periti per l'esplosione di ordigni di guerra il 28 maggio 1945, mentre sotto, nel mezzo di una porta murata, è posta un'antica acquasantiera.
Sotto il timpano, che culmina con un'ogiva in pietra sopra la quale è posta una croce in ferro battuto, si trova un piccolo rosone circolare. Tre finestre quadrangolari si aprono sui lati nord e sud dell'edificio, e una settima finestra è posta sul lato ovest, sotto il piccolo rosone. Infine due grandi finestre rettangolari si aprono ai lati del portone d'ingresso. All'inizio degli anni 2010 sono state realizzate delle vetrate in stile moderno raffiguranti scene bibliche e della vita della Madonna.
L'interno della chiesa si presenta completamente rivestito in marmo, apposto sulle pareti dopo i restauri del 1948, con dodici lesene che sorreggono il soffitto, su ognuna delle quali è affissa una croce in pietra a ricordo della dedicazione. Sui lati nord e sud si aprono due piccole cappelle laterali, mentre il coro, separato dal resto della navata, si protende verso il mare sul lato est. Sempre sul lato nord si apre una piccola sacrestia, che sporge dalla struttura.
Pur nel suo piccolo contesto, il santuario custodisce diverse opere d'arte. A cominciare dall'altare maggiore, sostituito negli anni settanta con l'altare della confraternita dell'Assunta proveniente dal duomo. Sul paliotto frontale, in marmo rosso, è scolpito un calice con l'ostia raggiante; sopra la mensa, il tabernacolo (contenuto in una struttura ornata di piccole colonnine in stile corinzio) è ornato con una porticina in bronzo sulla quale è ricavata in bassorilievo la figura del Redentore. Quindi si trova la nicchia, dove è custodito il simulacro della Madonna dell'Angelo, protetta da una lastra di vetro. A concludere la struttura dell'altare, sorretto da quattro colonne in marmo rosso sormontate da capitelli in stile corinzio, vi è la statua che raffigura Dio Padre che sorregge il mondo, circondato da teste di Angeli. Subito sotto due Angeli sorreggono una corona in legno dorato. La balaustra, con colonnine in pietra e marmo rosso, che separa la navata dal coro proviene invece dall'antico altare maggiore del 1700, così come la parte frontale dell'attuale altare posticcio. La vecchia nicchia che conteneva il simulacro è ora posta nella cappella laterale sinistra del duomo, sopra l'altare dedicato a San Rocco.

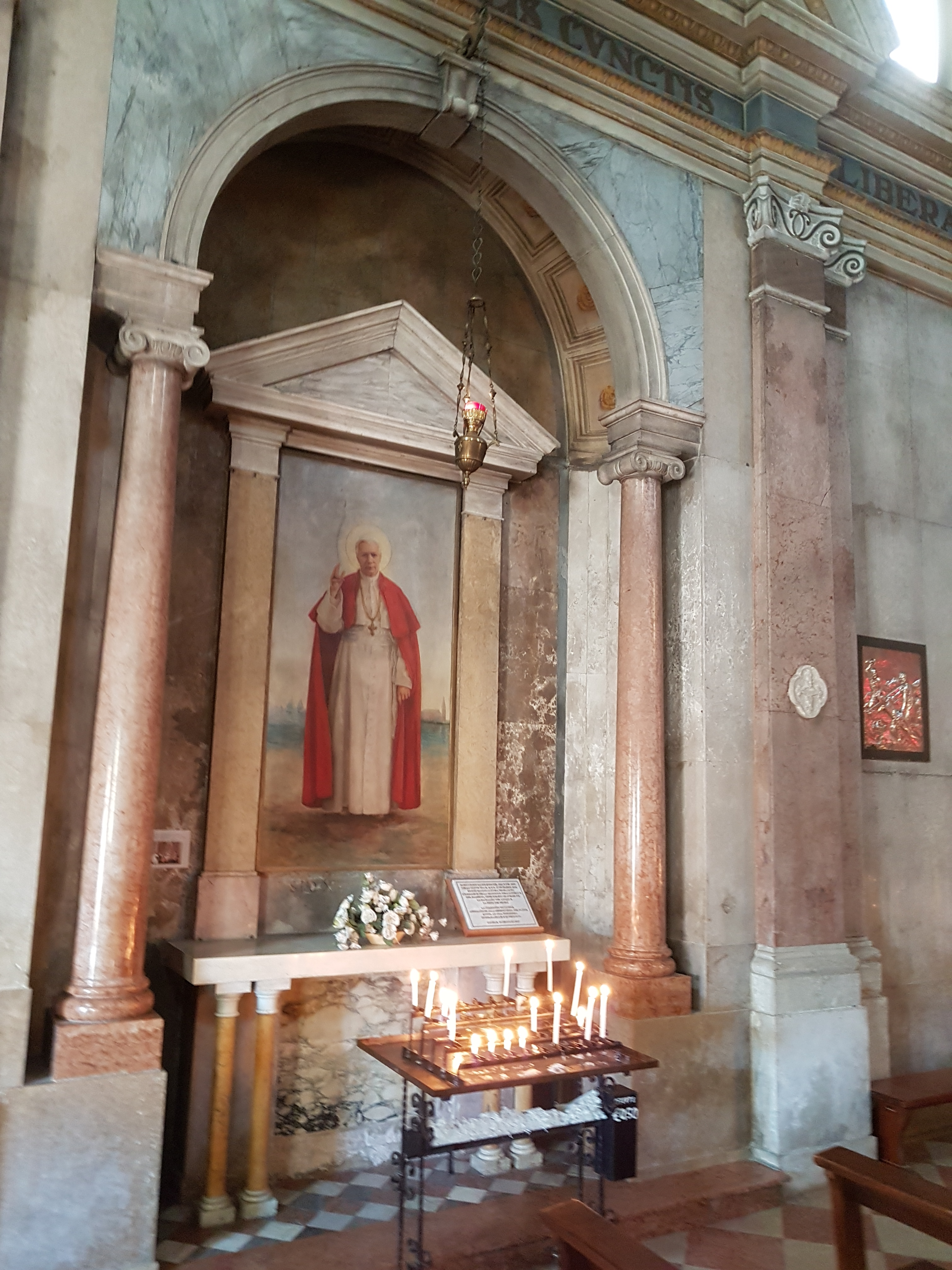
Cappella laterale di San Pio X

Sopra l'altare maggiore è posta la statua cinquecentesca dell'arcangelo San Michele, opera dello scultore Andrea dell'Aquila, menzionata sopra. L'iscrizione del vescovo Angelo Casarino, che ne completa il monumento, è affisso alla parete sinistra del coro. L'intero coro è decorato con decine di ex voto, testimoni delle innumerevoli grazie concesse dall'intercessione della Vergine. Alle pareti della navata, in prossimità del coro, sono poste le statue di San Gilberto e Santa Margherita, compatroni di Caorle, provenienti dall'antico altar maggiore della cattedrale. Tutt'intorno alla navata, affissi alle pareti, si trovano 14 quadri della Via Crucis, realizzati a sbalzo su lamina argentata, del XX secolo.
Sulla parete sinistra si apre la cappella laterale dedicata a san Pio X. Sulla sommità dell'arco, sorretto da due colonne in marmo rosso con capitello in stile ionico, è dipinto un Angelo che suona la cetra, con la scritta «TOTA PULCHRA ES MARIA». All'interno della cappella è posto l'altare marmoreo dedicato a papa Sarto, che da patriarca di Venezia fu molto legato a Caorle, alle sue devozioni e tradizioni. Sopra l'altare, inscritta in una struttura a timpano sorretta da due lesene si trova la pala, dipinta nel 1956 dal pittore M. Bressanin, raffigurante il papa benedicente, sullo sfondo della città di Caorle. Corrispondentemente, sulla parete destra, si apre la cappella del Crocifisso, ricavata da un analogo arco sorretto da colonnine ioniche sormontato da un Angelo dipinto recante la scritta «ORA PRO NOBIS DEUM». Sull'altare di questa cappella è posto il cosiddetto «Pozzetto», ossia il basamento dove, secondo la tradizione, fu rinvenuto dai pescatori il simulacro della Vergine galleggiante sul mare. Sulla parte frontale dell'altare in marmo è riportata la seguente iscrizione:
VERGINE BENEDETTA DELL'ANGELO

SPLENDENTE DI LUCE FU RINVENUTA

NEL VII SECOLO DA PESCATORI

ASSISO SU QUESTO POZZETTO

GALEGGIANTE SULLE ONDE DEL MARE

E TRATTO A RIVA CON LE RETI»
Sopra l'altare, sempre inscritto in una struttura a timpano sorretta da due lesene, è posto un il crocifisso ligneo.

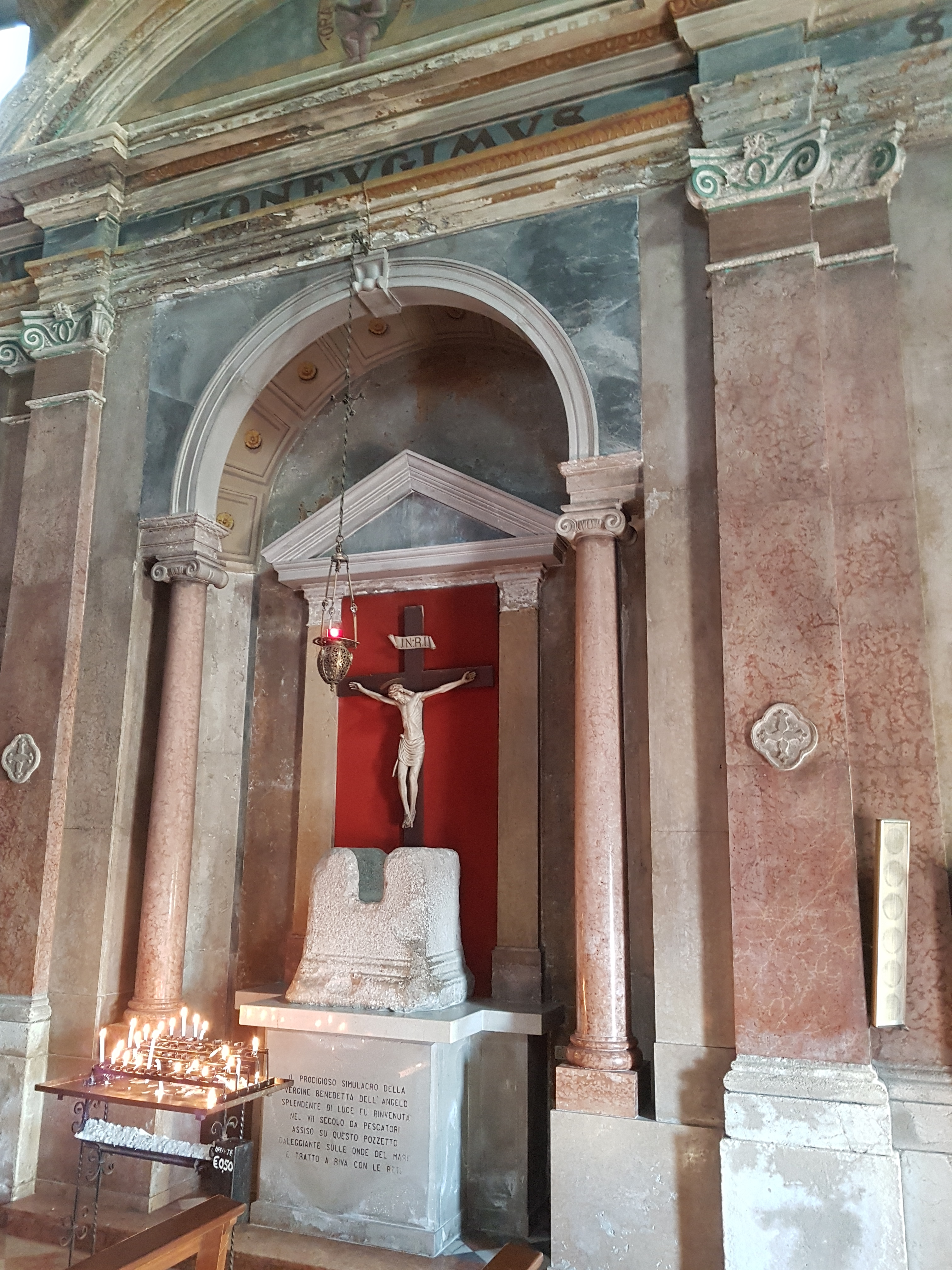
Cappella laterale del Crocifisso

Il soffitto si presenta affrescato con motivi decorativi e soggetti sacri. Il quadro principale della navata contiene la scena del leggendario ritrovamento del simulacro della Madonna dell'Angelo ad opera dei pescatori, mentre ai quattro vertici delimitanti la navata sono posti dei medaglioni con le figure dei quattro evangelisti, accompagnati dai loro simboli: San Matteo (con l'Angelo) e San Marco (con il Leone) ai lati del coro, San Luca (con il Bove) e San Giovanni (con l'Aquila) ai lati del portone d'ingresso. Il soffitto del coro, invece, riporta in quattro medaglioni, disposti secondo i quattro punti cardinali, la rappresentazione (con didascalia latina) di alcuni titoli della Vergine Maria nelle Litanie Lauretane:
«IANVA COELI» a est, «DOMVS AVREA» a sud, «STELLA MATVTINA» a ovest e «TVRRIS EBVRNEA» a nord. A separare le pareti dal soffitto sia del coro sia della navata si può osservare un nastro dove sono riportati alcuni versi di preghiere mariane in lettere dorate. In corrispondenza della navata, si può leggere «SVB TVVM PRESIDIVM CONFVGIMVS SANCTA DEI GENITRIX» lungo la parete esposta a sud, «NOSTRAS DEPRECATIONES» lungo la parete esposta a ovest, «NE DESPICIAS IN NECESSITATIBVS SED A PERICVLIS CVNCTIS LIBERA NOS SEMPER O VIRGO» lungo la parete esposta a nord. In corrispondenza del coro si può leggere «AVE REGINA COELORVM» lungo la parete esposta a nord, «AVE DOMINA ANGELORVM» lungo la parete esposta a est (quest'ultima iscrizione parzialmente coperta dalla struttura dell'altare), «ORA PRO NOBIS DEVM» lungo la parete esposta a sud.

### Il campanile
La torre campanaria del santuario è in stile romanico, e risale al XIII secolo. Inizialmente era costituito soltanto dalla canna quadrangolare, arricchito da lesene agli spigoli; successivamente viene posta la cuspide, a forma di piramide a base ottagonale, sorretta da un dado sempre a base ottagonale. La struttura è completata da quattro bifore poste su ogni lato, e da alcune monofore. La torre aveva la funzione di faro del porticciolo adiacente alla chiesa, giacché questa sorge su un piccolo promontorio; il faro era alimentato a gas acetilene fino a quando un'esplosione non causò il parziale crollo della struttura; quindi il faro fu dismesso fino agli ultimi anni, quando fu ripristinato a luce elettrica. Oggi il campanile è dotato di tre campane in bronzo.
Il campanile possiede un concerto di tre campane rifuse, dopo essere state requisite, nel 1919 le due maggiori e nel 1926 la piccola. È significativo come anche le tre campane del vicino duomo siano state fuse nei medesimi anni una "quinta musicale" esattamente sotto. Il suono dell'Angelus quotidiano, scandito da entrambi i campanili con le relative campane maggiori suonate in contemporanea, risulta quindi di effetto particolarmente piacevole e presumibilmente volutamente calcolato.

## Devozione e culto

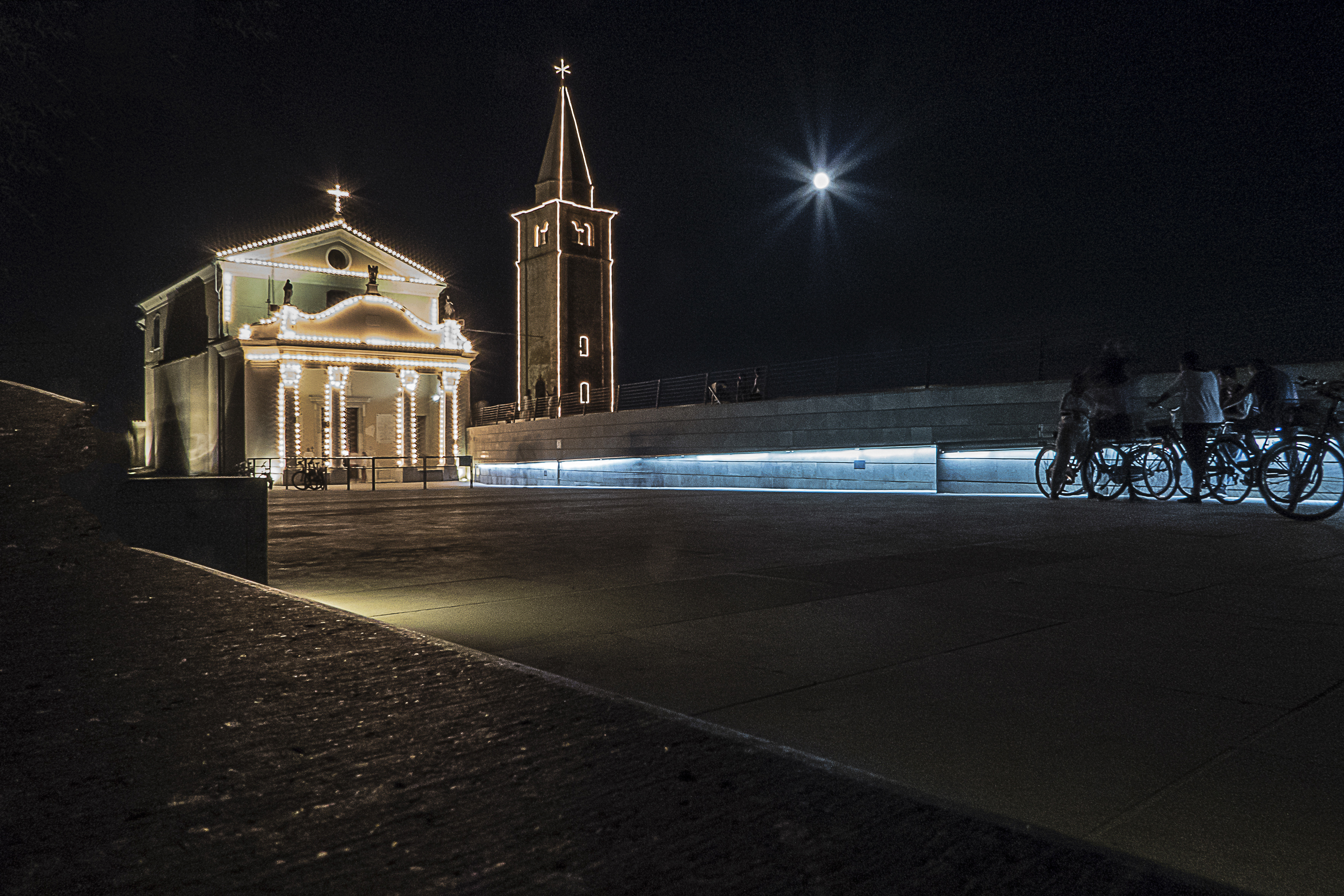
Immagine notturna del Santuario e del campanile addobbati in occasione della festa quinquennale

La devozione dei caorlotti alla Madonna dell'Angelo ha origini antichissime; la leggenda del simulacro rinvenuto in mare risale addirittura all'VII secolo, come ricorda la lapide che si trova sotto l'altare laterale del crocifisso (riportata sopra). Nel tempo la statua venne sicuramente rinnovata, tra tutti gli interventi si ricorda la tragica distruzione del simulacro ad opera di ignoti ladri, avvenuta il 31 gennaio 1923, quando in seguito al furto sacrilego il simulacro venne completamente bruciato. Il nuovo simulacro venne scolpito da scultori della Val Gardena e benedetto il 19 luglio di quello stesso anno nella Basilica della Madonna della Salute a Venezia dal patriarca Pietro La Fontaine. In seguito la nuova statua fu trasportata a Caorle a bordo di una nave della Regia marina, coperta di reti da pesca per ricordare il prodigioso ritrovamento ad opera dei pescatori di Caorle. La statua mostra la Vergine Santa seduta in trono, incoronata, con in braccio Gesù Bambino con in mano il globo terrestre sormontato dalla croce; con il braccio sinistro la Vergine indica il Cristo.

### Manifestazioni religiose
Molti furono nei secoli i miracoli attribuiti alla materna intercessione della Vergine dell'Angelo da parte dei pellegrini che si recavano in pellegrinaggio al santuario, come anche testimoniano le numerose offerte votive esposte nel coro della chiesa. Così come numerose sono state e sono tuttora le manifestazioni religiose in onore della Beata Vergine dell'Angelo. La festa di origine più antica è certamente quella legata al voto espresso dalla città guidata dal vescovo Francesco Trevisan Suarez nel 1741, per implorare dal senato della Serenissima la restituzione dei diritti di pesca nei territori della laguna di Caorle e per avere un rinforzamento degli argini dopo la disastrosa alluvione avvenuta il 31 dicembre 1727. Quando, l'anno successivo, furono definitivamente riconosciuti dalla repubblica i diritti della cittadina, il vescovo fissò alla domenica successiva alla festa della Natività di Maria una celebrazione annuale di ringraziamento. Questa si svolgeva con la processione verso la cattedrale, mentre i canonici intonavano l'Ave Maris Stella e le litanie al termine. La festa fu in seguito spostata alla seconda domenica di luglio, data che meglio si conciliava con le esigenze dei caorlotti, dal cardinale patriarca Giuseppe Luigi Trevisanato con l'accordo di papa Pio IX; ancora oggi in questo periodo si celebra la festa. Fu proprio Pio IX a incaricare il patriarca Trevisanato di incoronare il simulacro il 7 maggio 1874, cosa che avvenne il 13 settembre successivo; per questo ancor oggi la festa annuale di luglio è conosciuta anche come Festa dell'incoronazione. Inoltre, dalla fine degli anni settanta, la processione è accompagnata dal tradizionale incendio del campanile attraverso fuochi d'artificio, che saluta l'arrivo del simulacro in duomo il sabato precedente la festa e la sua partenza per il santuario la domenica.

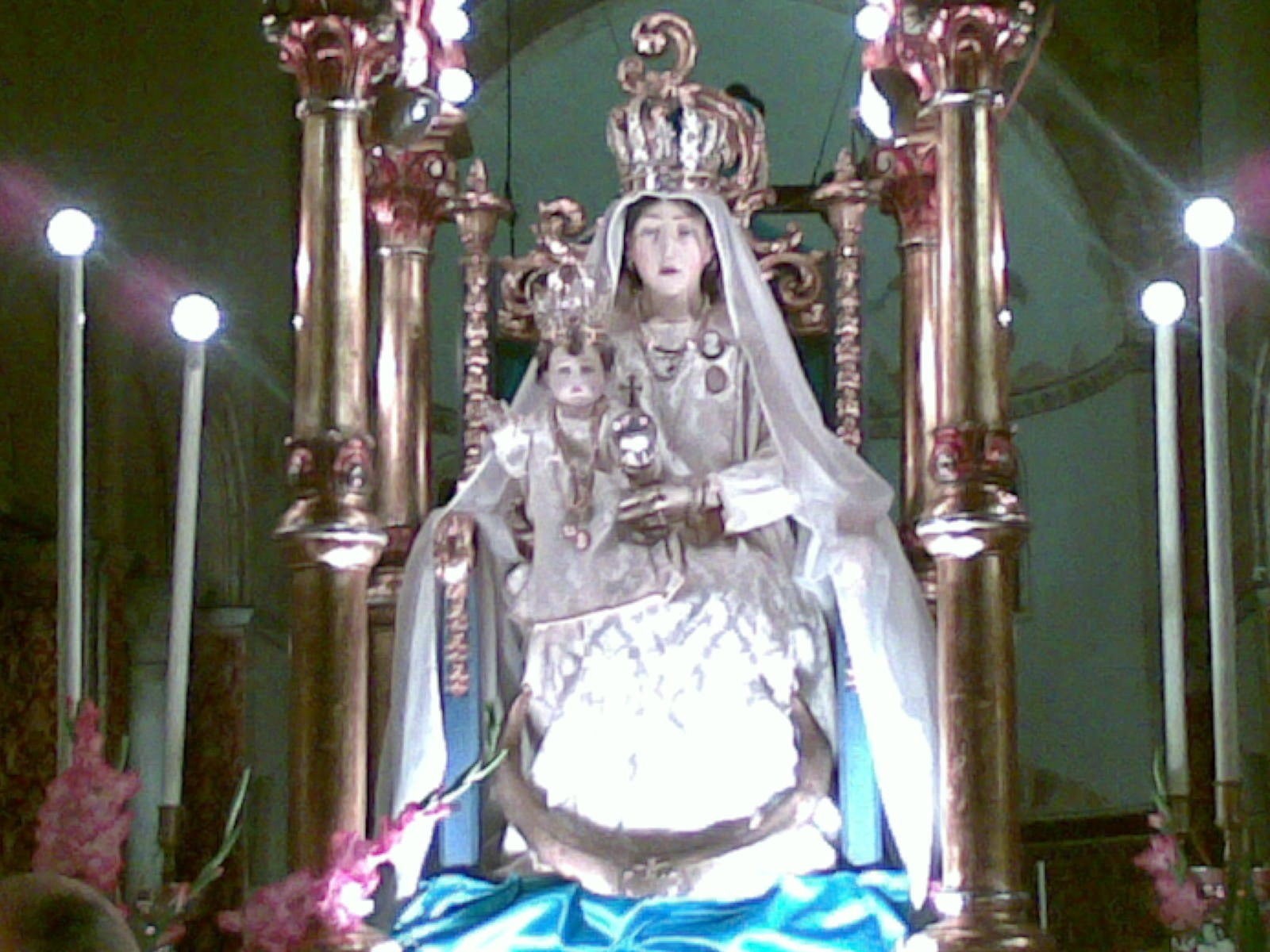
Il simulacro della Madonna dell'Angelo all'interno della cattedrale

Le cronache storiche raccontano anche di un'imponente processione svoltasi alla fine della Seconda Guerra mondiale, nel 1944, durante la quale il simulacro fu portato a spalla fino alle frazioni più lontane della città. Sempre al 1944 risale una seconda ricorrenza annuale che viene ancora oggi celebrata, legata al voto del 2 gennaio per scongiurare lo sfollamento e la distruzione della città. In quest'occasione, ogni 2 gennaio, viene celebrata una Messa solenne in santuario.
Una particolare importanza ha un'altra manifestazione in occasione della quale il sacro simulacro viene portato in processione via mare, con un corteo acqueo dal porticciolo interno della città, attraverso il fiume Livenza nel mare e con approdo sulla spiaggia vicino al santuario. Questa manifestazione risale a un'antica tradizione dei caorlotti, che secondo alcuni racconti si svolgeva ogni 25 anni. Durante tale manifestazione, il simulacro della Vergine era trasportato processionalmente fino al limite più a sud della città, verso Porto Santa Margherita, per poi fare ritorno al santuario con un imponente corteo acqueo. Tale manifestazione fu certamente ripetuta nel 1958, in occasione del primo centenario delle apparizioni di Lourdes, alla presenza del cardinale patriarca Angelo Giuseppe Roncalli. Il futuro papa rimase molto colpito dalla devozione dimostrata in quella circostanza dai fedeli (come testimonia una lettera inviata all'arciprete: Folla sempre devota e pia: giovinezza vibrante di schietta devozione appresa in casa e portata su dallo zelo sacerdotale), come ricorda la lapide affissa alla parete nord dell'atrio del Santuario:
AI PIEDI DELLA SUA SIGNORA E REGINA

MARIA S.S. DELL'ANGELO

DOLCE META DI DEVOTI PELLEGRINAGGI

CAORLE

VUOLE PERENNARE

LA PROPRIA FIGLIALE RICONOSCENZA

ALL'ANTICO E AMATISSIMO PASTORE

CARD. ANGELO GIUSEPPE RONCALLI

PATRIARCA DI VENEZIA

OGGI PAPA GIOVANNI XXIII

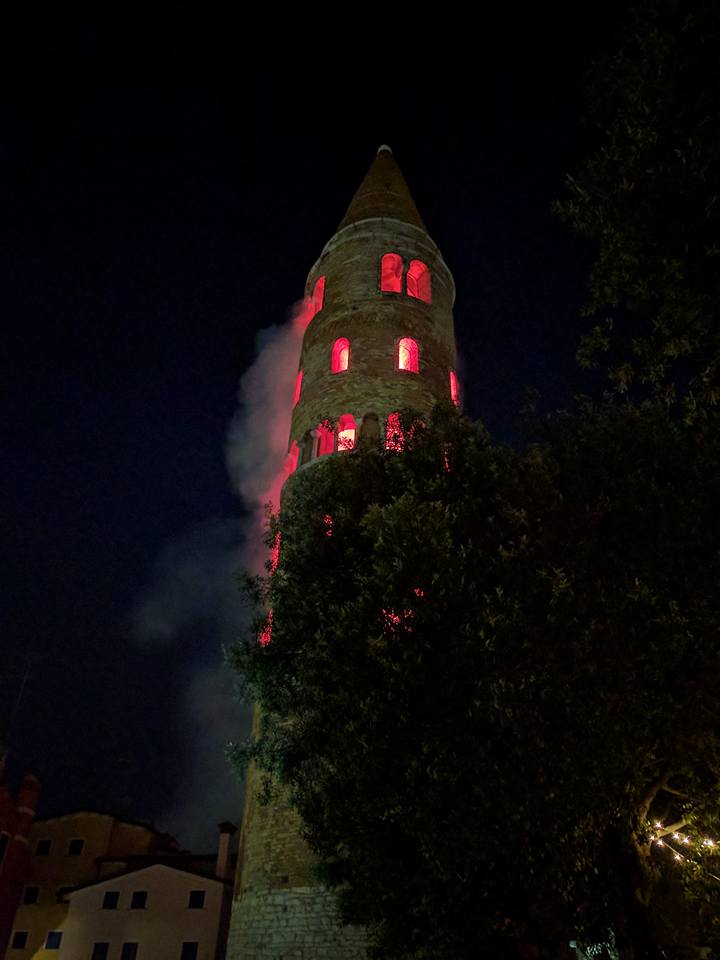
Incendio del campanile del duomo di Caorle visto da piazza Vescovado.

PER LE SUE PATERNE SOAVISSIME VISITE

FONTI OGNORA DI INCONTENIBILE FESTANTE LETIZIA

A QUESTO LEMBO DI TERRA VENEZIANA

ONUSTO DI VENERANDE MEMORIE DI FEDE

RIEVOCANDO PARTICOLARMENTE IL RICORDO

DELLE SOLENNI CELEBRAZIONI MARIANE

DA LUI PRESIEDUTE

COL FULGORE DELLA PORPORA ROMANA

L'ULTIMA DELLE QUALI L'8-IX-1958

DI POCO ANTERIORE ALLA SUA ELEVAZIONE

AL SUPREMO PONTIFICATO

DA LUI STESSO DEFINITA

NEL COMMOSSO SUO DISCORSO CONCLUSIVO

LA PIÙ BELLA LA PIÙ TOCCANTE MANIFESTAZIONE

DEL CENTENARIO LOURDIANO DEL PATRIARCATO

ANNO 1962»
Dopo la morte di Giovanni XXIII (avvenuta nel 1963), i cittadini decisero, in sua memoria, di ripetere la stessa celebrazione con cadenza quinquennale. Così ogni cinque anni, la settimana che comprende l'8 settembre, vengono ripresi questi imponenti festeggiamenti, che richiamano una folla numerosa di fedeli da tutta Italia e dai vicini stati confinanti, i cui abitanti sono soliti scegliere Caorle come meta turistica.
La devozione è confermata e tramandata anche con canti caratteristici della comunità caorlotta; a partire dalla famosa Madonnina del mare per arrivare al canto popolare: Salve o eccelsa imperatrice, Vergin dell'Angelo (testo del cardinale Pietro La Fontaine) e O bella mia speranza (testo di Sant'Alfonso Maria de Liguori).
Nell'anno 2009 il Santuario della Madonna dell'Angelo è stato insignito dalla Penitenzieria Apostolica, come stabilito da papa Benedetto XVI, dello «Spirituale vincolo di affinità» con la Basilica di Santa Maria Maggiore in Roma, in virtù del quale i fedeli possono, alle solite condizioni stabilite dalla Chiesa, lucrare l'Indulgenza plenaria nei giorni in cui la stessa Basilica romana gode di tale beneficio, ossia:
- il 5 agosto, giorno della festa della Basilica Liberiana;
- in tutte le solennità della Vergine Santissima, ossia il 1º gennaio (Maria Santissima Madre di Dio), 25 marzo (Annunciazione), 15 agosto (Assunzione della Beata Vergine Maria), 8 dicembre (Immacolata Concezione);
- una volta all'anno, in un giorno liberamente scelto da ciascun fedele;
- ogni volta che un gruppo si rechi in pellegrinaggio al Santuario.

Inoltre è data l'Indulgenza plenaria anche nel giorno della festa del Santuario.
Un altro momento di particolare devozione è stato vissuto nel 2016, quando il Santuario fu scelto dal patriarca Francesco Moraglia per essere Porta Santa durante il Giubileo straordinario della misericordia, voluto da papa Francesco nel 2015-2016. A memoria di questo evento una lapide è stata affissa alla porta d'ingresso:
NELL'ANNO GIUBILARE DELLA MISERICORDIA

2015-2016

ESSENDO PARROCO

MONS. GIUSEPPE MANZATO

VENNE APERTA

DAL PATRIARCA DI VENEZIA

MONS. FRANCESCO MORAGLIA

LA PORTA SANTA.

LE PARROCCHIE DI CAORLE

GRATE A DIO

RICORDANO IL GRANDE DONO

9 luglio - 30 settembre 2016»

## Galleria d'immagini

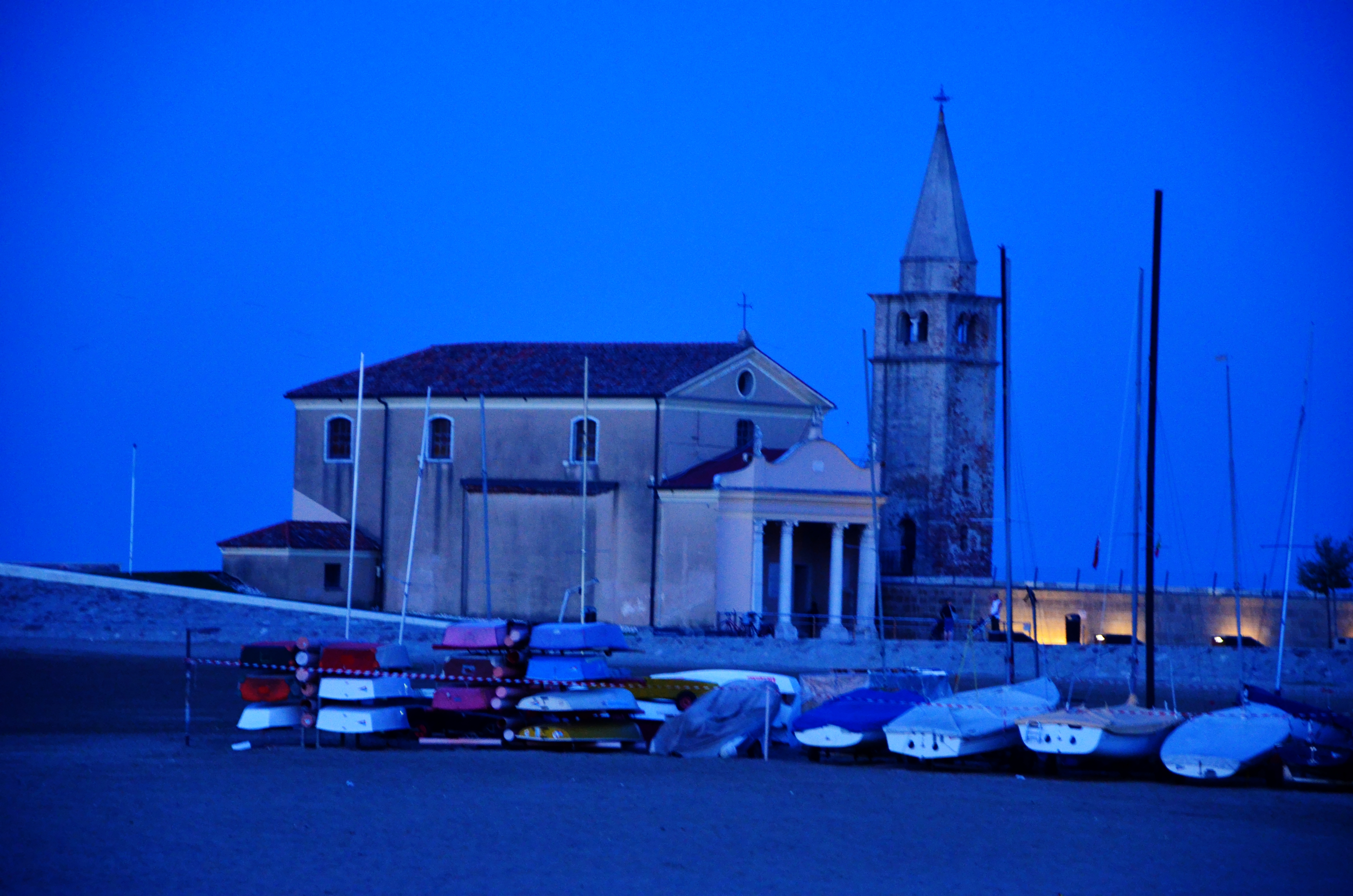
Il Santuario della Madonna dell'Angelo visto dalla spiaggia di levante
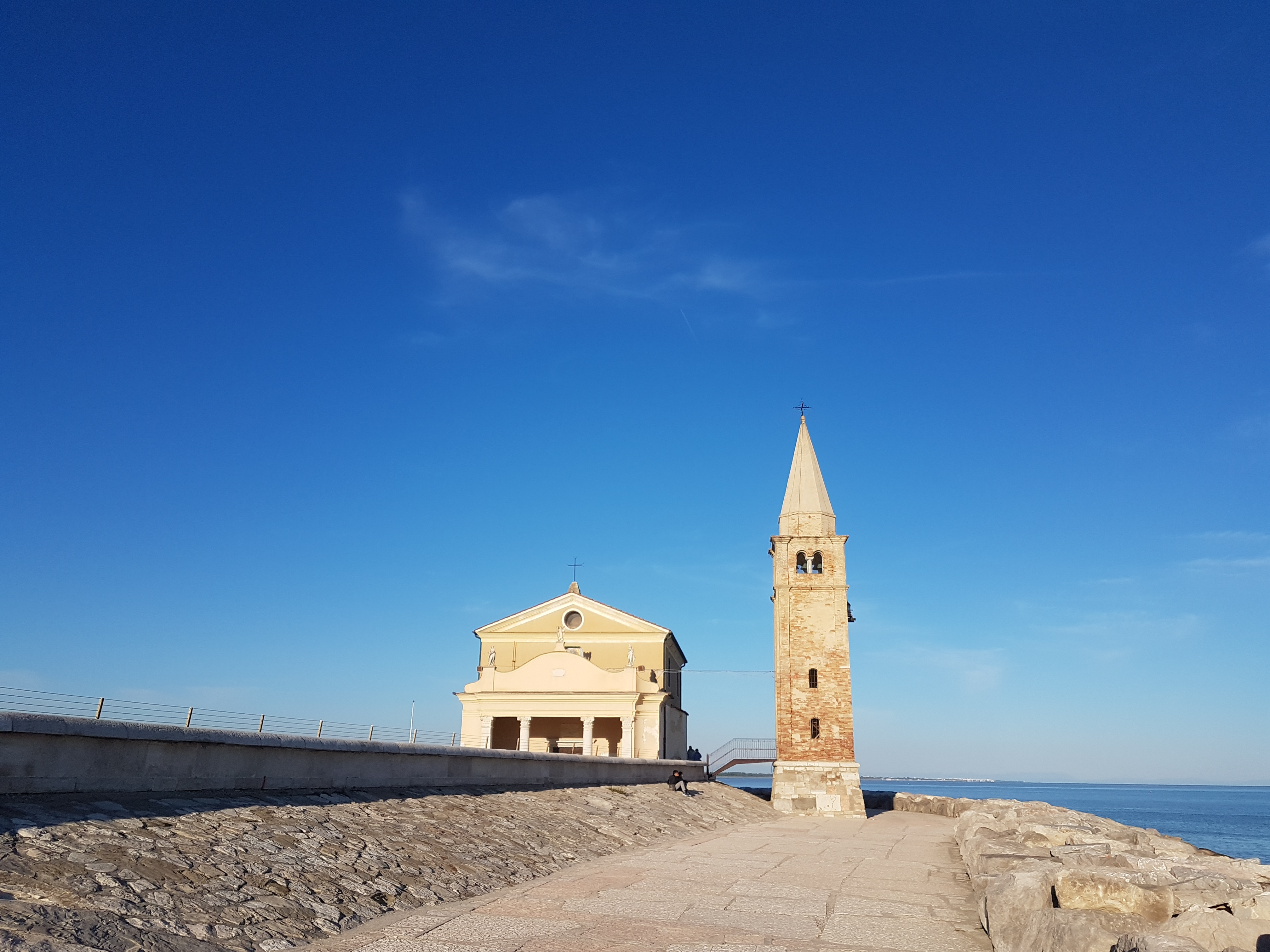
Santuario e campanile visti dalla scogliera
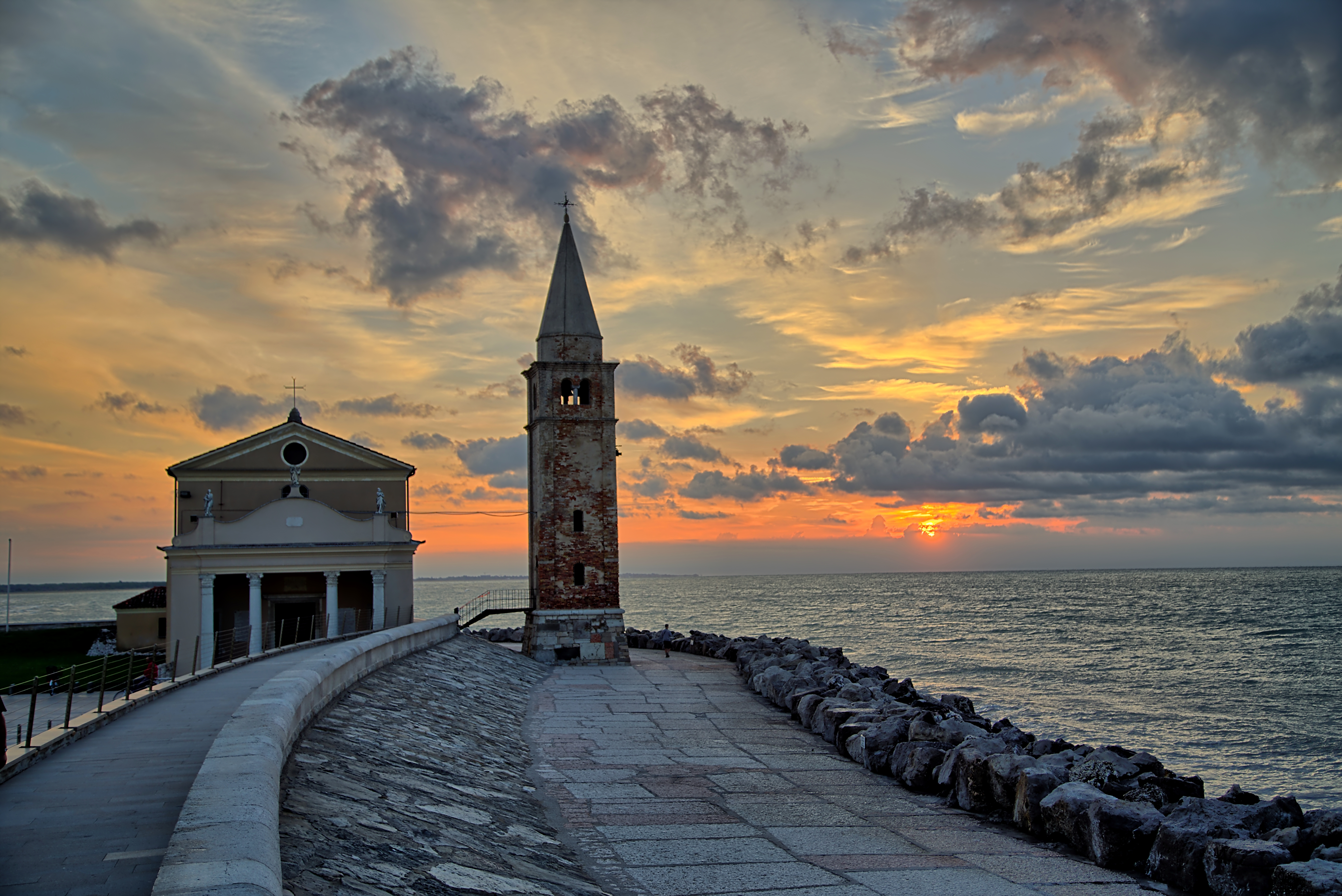
Santuario e campanile fotografati all'alba
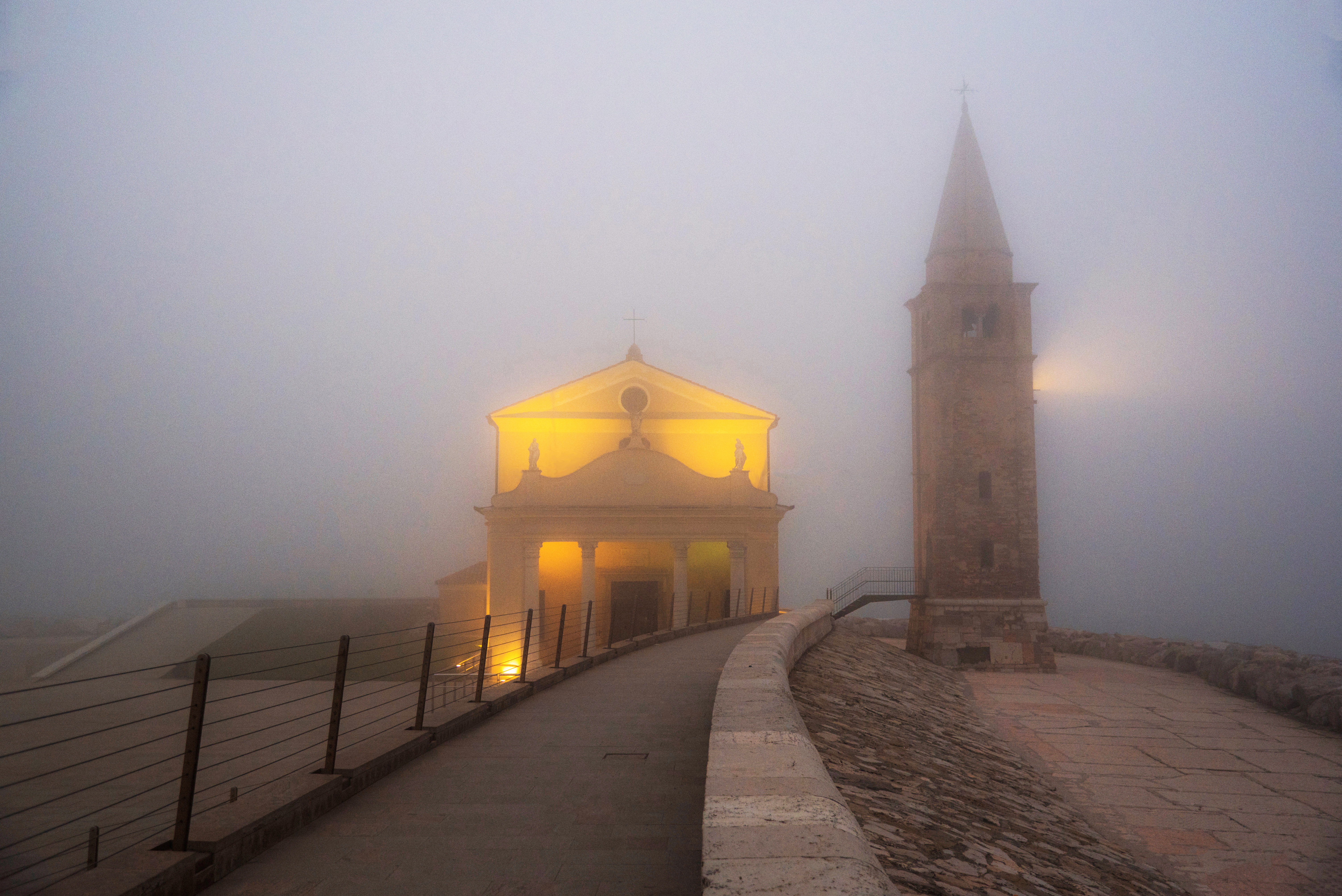
Il faro di Caorle
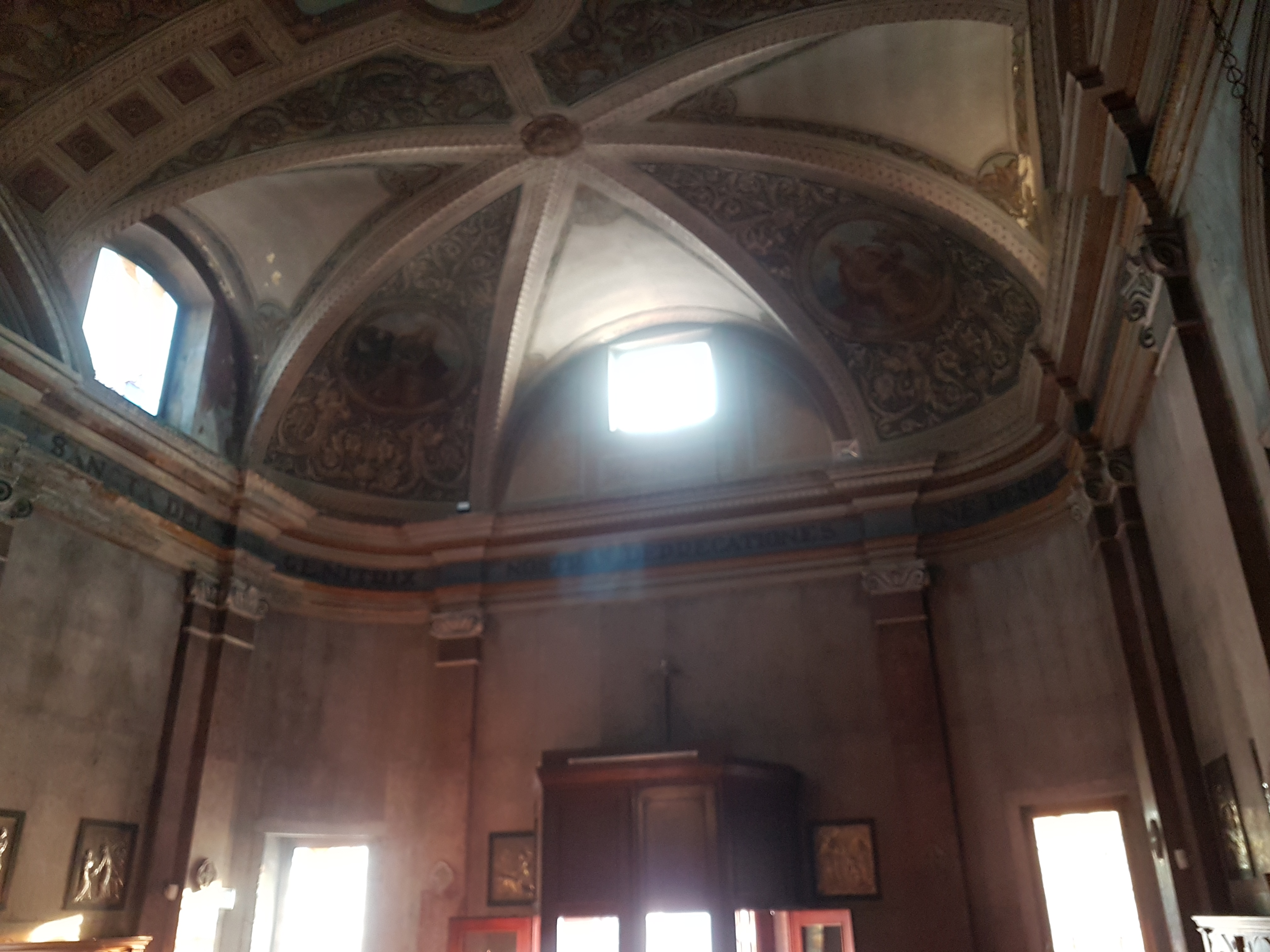
Interno del Santuario - Controfacciata
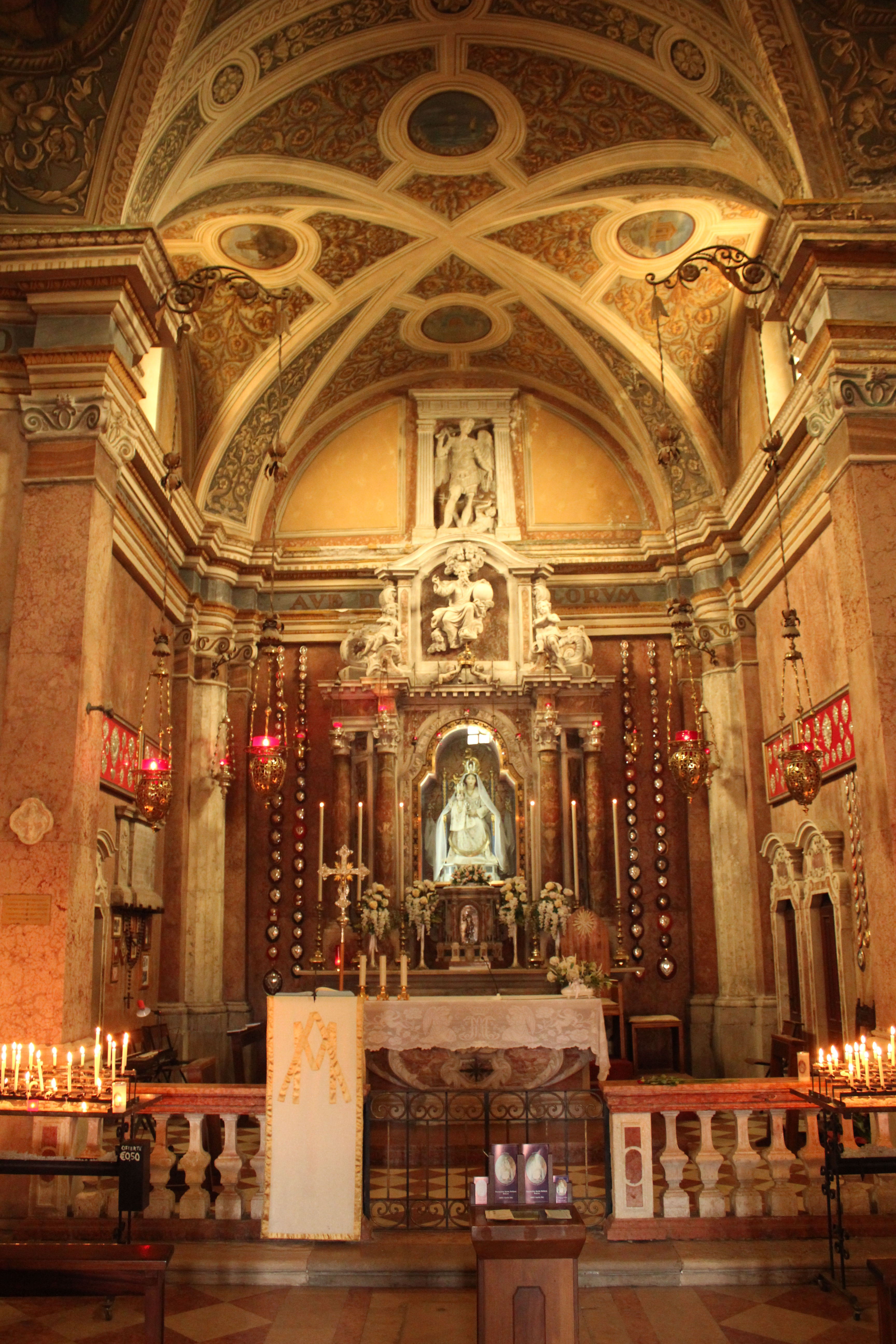
Scorcio interno della Santuario